# فاضل خداداد

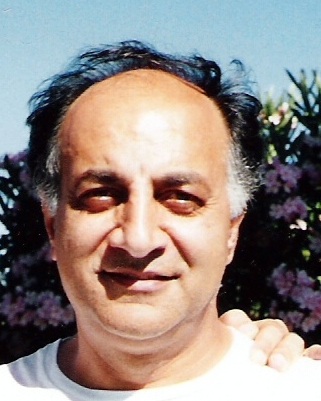
نگاره‌ای از فاضل خداداد، بازرگان و سرمایه‌دار

فاضل خداداد بازرگان و سرمایه‌دار ایرانی از خانواده‌ای متمول بود که به اتهام تبانی با کارمندان بانک صادرات ایران معروف به اختلاس ۱۲۳ میلیارد تومانی محاکمه و به اعدام محکوم شد. او نخستین مجرم اقتصادی اعدامی در تاریخ جمهوری اسلامی ایران است. وی در سال ۱۳۷۴ اعدام شد و در قطعهٔ ۸۹ بهشت زهرا به خاک سپرده شد.

## زندگی
فاضل خداداد فرزند خداداد در تاریخ ۹ دی ۱۳۲۲ در کربلا به دنیا آمد. پدرش از معتمدین بازار و مالک میدان بار مرکزی تهران بود. برادر بزرگش حسین خداداد بنیان‌گذار بزرگ‌ترین کارخانهٔ ریسندگی و بافندگی و نخستین کارخانهٔ یخ در ایران و همچنین مالک ساختمان تماشاگه زمان بود. وی تحصیلات خود را در گروه فرهنگی هدف به پایان رساند و در جوانی به سلک خانواده‌اش وارد فعالیت‌های بازرگانی و ساختمانی شد. چنان‌که اولین مجتمع سه‌منظورهٔ مسکونی، تجاری و اداری تهران را احداث کرد و برای اولین بار روی پشت بام‌ها باغچه و فضای سبز ایجاد کرد. او با شروع جنگ ایران و عراق در مهرماه ۱۳۵۹ برای مدتی از کشور خارج شد.

## ارتباط با خانوادهٔ رفیق‌دوست
پیش از پیروزی انقلاب ۱۳۵۷، محسن رفیق‌دوست چند سال به عنوان فروشنده در میدان بار مرکزی تهران برای پدر فاضل کار کرده بود. او سال‌ها بعد به ریاست بنیاد مستضعفان رسید.

## معامله با بنیاد مستضعفان
در سال ۱۳۷۱ فاضل خداداد مبادرت به خرید چند قطعه زمین در شمال شهر تهران کرد که یکی از این زمین‌ها متعلق به بنیاد مستضعفان بود. فاضل با شخص محسن رفیق‌دوست، رئیس وقت بنیاد مستضعفان وارد مذاکره می‌شود و مبلغ یک میلیارد و ۶۰۰ میلیون تومان را مستقیماً به حساب رفیق‌دوست واریز می‌کند. فاضل خداداد که با طولانی شدن روند معامله بخش عمده‌ای از نقدینگی خویش را از دست رفته می‌بیند، خواهان بازپس‌گیری پول خود از محسن رفیق‌دوست می‌گردد، اما این پول هرگز به وی بازگردانده نمی‌شود.

## گردش حساب در بانک صادرات
به منظور تأمین نقدینگی مورد نیاز فاضل، محسن رفیق‌دوست پیشنهاد می‌دهد که وی با همراهی مرتضی رفیق‌دوست، رئیس وقت کمیتهٔ انقلاب اسلامی سعدآباد به بانک صادرات شعبهٔ باغ فردوس تجریش مراجعه کند. با معرفی وی توسط مرتضی، حساب جاری رُند افراد خاص با شمارهٔ ۲۰۰، برای فاضل افتتاح می‌گردد. بنا بر اعتبار فاضل خداداد و توصیهٔ برادران رفیق‌دوست بانک موافقت می‌کند تا وی با بهره‌گیری از نقص سیستم وصول چک‌های بین بانکی آن زمان پیش از ارسال چک به شعبهٔ صادرکننده، پول نقد دریافت کند. تا پیش از اتصال سیستم یکپارچهٔ بانکی وصول چک‌های بین بانکی به صورت دستی و با صرف زمان بین دو تا پنج روز انجام می‌شد. این روند به مدت یازده ماه و با گردشی معادل ۱۱۸ میلیارد تومان ادامه پیدا کرد تا این‌که در جریان وصول یک فقره چک بین بانکی در بانک ملی و در زمانی که فاضل در فرانسه به سر می‌برد سیستم بازرسی بانک متوجه این امتیازدهی ویژه به فاضل خداداد گردید و این درست زمانی اتفاق می‌افتد که بدهی فاضل خداداد به بانک مبلغی نزدیک به همان طلب شخصی‌اش از بنیاد مستضعفان بود.

## تشکیل پرونده و رسیدگی
تا زمان بازگشت فاضل به ایران که چند روزی به طول می‌انجامد بخشی از بدهی‌اش به بانک توسط خانوادهٔ متمول‌اش بازگردانده می‌شود و بخش قابل توجه دیگری را خود پس از بازگشتش به ایران به بانک عودت می‌دهد. وثایق و اسناد کلانی که از طرف فاضل خداداد و خانواده وی در اختیار بانک قرار داده شده بود ضمانتی شد برای عودت باقی‌ماندهٔ بدهی وی به بانک
. به گفتهٔ صالح نیکبخت وکیل وقت بانک صادرات ارزش نقدی بالای این وثایق یکی از دلایل عدم بازخواست کارکنان بانک و فاضل خداداد در این جریان بود. پس از قید ضمانت چشمگیر و نیز توقیف سهم‌الارث کلان پدری و ملک ۳۷۰۰ متری محل سکونت وی در خیابان فرشته، فاضل خداداد با فرض تسویهٔ بدهی طی مدت زمانی کوتاه، ایران را ترک کرد. در جریان رسیدگی به پرونده‌ای که به ظن فاضل رو به بسته شدن بود وی بار دیگر و این بار با ضمانت اکید شخص محسن رفیق‌دوست و نیز ولی‌الله سیف رئیس وقت بانک صادرات، مبنی بر فیصلهٔ راحت و بی‌دردسر این پرونده برای رسیدگی مجدد به ایران فراخوانده و در تاریخ ۹ بهمن ۱۳۷۳ به اتهام تبانی با کارکنان بانک صادرات و مشارکت در اختلاس ۱۲۳ میلیارد تومانی بازداشت شد.
از دیگر بازداشتی‌های این پرونده می‌توان به مرتضی رفیق‌دوست اشاره کرد. از مبلغ اختلاس در این پرونده ۱۱۸ میلیارد تومان مربوط به گردش حساب‌های شخصی فاضل خداداد بود و ۵ میلیارد تومان دیگر نیز مبلغی بود که مرتضی رفیق‌دوست در این یازده ماه به همین شیوه و در همان شعبهٔ بانک به گردش درآورده بود و در نهایت پرونده‌ای تحت عنوان اختلاس ۱۲۳ میلیارد تومانی تشکیل شد.
به دستور غلامحسین محسنی اژه‌ای قاضی این پرونده، تمامی پرداخت‌ها و وثایق فاضل به حساب بستانکاران موقت بانک واریز گردید تا ظاهراً هیچ مبلغی از بدهی‌های این پرونده با بانک تسویه نشده باشد. افراد زیادی در این گردش حساب نقش داشته‌اند که تنها تعدادی از آن‌ها در روند رسیدگی به پرونده به دادگاه احضار شدند و مابقی از جمله همسر مرتضی رفیق‌دوست - صاحب چک‌های وی - هرگز به دادگاه احضار نشد.
طی جلسات دادگاه فاضل خداداد مکاتباتی از جانب ولی‌الله سیف مبنی بر دریافت کلیهٔ مطالبات بانک صادرات و بازپرداخت مبلغی حتی بیشتر از بدهی‌های فاضل با دادگاه انجام شد. بخشی از این بدهی‌ها توسط حسن افراشته‌پور شریک و همکار تجاری وی پرداخت شد. فاضل بارها به موضوع معاملهٔ زمین متعلق به بنیاد مستضعفان و جانبازان و مطالباتش از محسن رفیق‌دوست و حوزهٔ علمیهٔ باقرالعلوم اشاره کرد اما هیچ‌یک از این اظهارات مورد توجه محسنی اژه‌ای که به موجب قوانین دادرسی آن زمان خود دادستان دادگاه نیز بود قرار نگرفت و در نهایت پس از تشکیل چند جلسه دادگاه، فاضل خداداد به عنوان متهم ردیف اول پرونده به اتهام اخلال در نظام اقتصادی کشور به اعدام محکوم شد.

## اعدام
علیرغم مهلت ۳۰ روزهٔ دادگاه برای تجدیدنظر، رأی بدوی بدون رسیدگی مجدد تأیید و فاضل خداداد در سحرگاه ۱ آذر سال ۱۳۷۴ در زندان اوین و بدون اطلاع خانواده‌اش اعدام گردید. وی در قطعهٔ ۸۹ بهشت زهرا تهران به خاک سپرده شد. سایر متهمان این پرونده از جمله مرتضی رفیق‌دوست، متهم ردیف دوم پس از گذشت دوران کوتاهی از زندان آزاد شدند.

## اظهارات محسن رفیق‌دوست
محسن رفیق‌دوست معتقد است پروندهٔ خداداد بیشتر یک جنجال سیاسی بوده و او در هنگام دستگیری فقط ۳ میلیارد تومان به بانک صادرات بدهکار بود و مرتضی رفیق‌دوست هم تمام بدهی خود را تسویه کرده بود. به گفتهٔ وی ۱۲۳ میلیارد تومان کل گردش حساب فاضل خداداد در طول ده ماه بوده و به تعبیر رئیس دادگاه، میانگین پولی که در این ۱۰ ماه از بانک خارج شده بود یک میلیارد تومان بود.